# Jean Chacornac
| 25 Phocaea    | 1853. április 6.     |
| 33 Polyhymnia | 1854. október 28.    |
| 34 Circe      | 1855. április 6.     |
| 38 Leda       | 1856. január 12.     |
| 39 Laetitia   | 1856. február 8.     |
| 59 Elpis      | 1860. szeptember 12. |

Jean Chacornac (Lyon, 1823. június 21. – Lyon, 1873. szeptember 23.) francia csillagász.
Munkássága Párizshoz és Marseille-hez kötődik. Hat kisbolygó felfedezése fűződik a nevéhez.
Munkája elismeréséül az 1622 Chacornac nevű kisbolygó, valamint egy holdkráter viseli a nevét.

## Fordítás
- Ez a szócikk részben vagy egészben  a   Jean Chacornac című angol Wikipédia-szócikk fordításán alapul.  Az eredeti cikk szerkesztőit annak laptörténete sorolja fel. Ez a jelzés csupán a megfogalmazás eredetét és a szerzői jogokat jelzi, nem szolgál a cikkben szereplő információk forrásmegjelöléseként.